# Eviota nigripinna
Eviota nigripinna är en fiskart som beskrevs av Lachner och Karnella, 1980. Eviota nigripinna ingår i släktet Eviota och familjen smörbultsfiskar. Inga underarter finns listade i Catalogue of Life.